# Japan Center

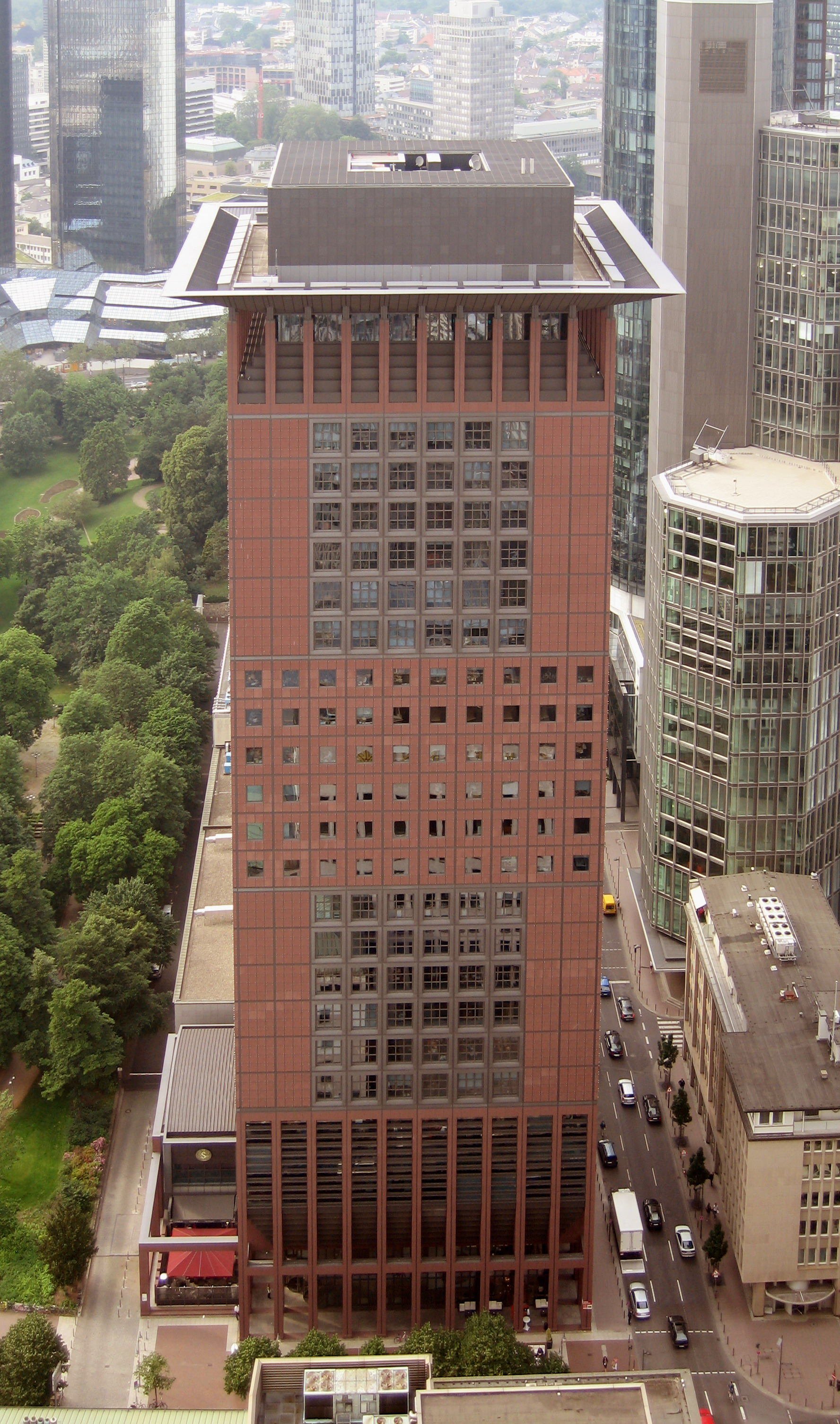
Japan Center (Süd)

Das Japan Center ist ein Hochhaus im Bankenviertel von Frankfurt am Main. Das 115 Meter hohe Gebäude wurde 1996 fertiggestellt.

## Baubeschreibung
Das Gebäude hat unter dem Straßenniveau vier Untergeschosse, mit einer Tiefgarage in den untersten drei Etagen. Es folgt die Basis des Bürohochhauses, bestehend aus einer transparenten Sockelzone mit einer umlaufenden Arkade, in der sich ein Café befindet. Das 1. Obergeschoss wurde als Tagungszentrum für Veranstaltungen ausgestaltet; der größte der vier Konferenzräume bietet bis zu 360 Personen Platz. Oberhalb der unteren Haustechnikzentrale im 2. Obergeschoss, das sich im Grundriss verjüngt, folgen 21 Bürogeschosse mit einer vermietbaren Fläche von circa 26.900 m². Im 24. Obergeschoss ist eine zweite Haustechnikzentrale untergebracht, im 25. Obergeschoss ein Restaurant, das als Kantine dient und von einem Catering-Unternehmen betrieben wird. Im Hochhauskopf mit zwei weiteren Etagen sind einige Büros vorhanden und weitere haustechnische Anlagen zur Versorgung der oberen Stockwerke installiert. Der quadratische Grundriss mit den Abmessungen von 36,9 m × 36,9 m hat in seinem Zentrum einen ebenfalls quadratischen Kern, der neben neun Aufzügen und zwei Nottreppenhäusern alle Schächte zur haustechnischen Erschließung enthält.
Das von den Berliner Architekten Joachim Ganz und Walter Rolfes entworfene Gebäude mit seiner terrakottafarbenen Natursteinverkleidung und den streng geometrischen Formen entspricht klassischem japanischen Design. Das von der japanischen Tatami-Matte (0,9 m × 1,8 m) abgeleitete Grundmaß (hier zu einem Quadrat verdoppelt) und das weitauskragende Dach des rund 200 Millionen Euro teuren Hauses erinnern an die Form einer japanischen Steinlaterne.
Die Fassadenstruktur wirkt so, als seien sechsgeschossige, einhüftige Bürotrakte jeweils um 90° verdreht übereinandergestapelt. Alle sechs Geschosse wechseln große und kleine Lochfenster, die gleichzeitig die Nutzung im Innern widerspiegeln. Hinter den großen Fenstern befinden sich Großraumbüros mit einer Raumtiefe von 10,5 m, hinter den kleinen Fenstern Einzelraumbüros.

## Nutzung
Ab 2017 mietet die Europäische Zentralbank etwa 93 Prozent der Gesamtmietfläche (Stand: Januar 2019). Da der Neubau der Europäischen Zentralbank im Frankfurter Ostend nicht ausreichend Platz für die Mitarbeiter der einheitlichen Bankenaufsicht bietet, sollen diese zukünftig im ehemaligen Hauptsitz im Eurotower am Willy-Brandt-Platz arbeiten. Der Mietvertrag im Japan Center sollte zunächst nur für die Dauer der anstehenden Sanierung des Eurotowers bestehen, wurde 2015 aber bis zum Jahr 2025 verlängert. Weitere Mieter im Japan Center waren die Unternehmensberatung McKinsey, die Corporate Finance Boutique First Capital Partners, die Financial Advisory Firm Accuracy, die Akbank AG sowie die Anwaltssozietät Allen & Overy. In den Räumen von McKinsey war zudem die deutsche Dependance der internationalen Organisation Ashoka untergebracht.